# Paula Pareto
Paula Pareto (San Fernando, 1986. január 16. –) olimpiai és világbajnok argentin cselgáncsozó.

## Sportpályafutása
A 2008. évi nyári olimpiai játékokon a harmadik helyen végzett a 48 kilogrammos súlycsoportban, miután a bronzmérkőzésen sikerült legyőznie az észak-koreai Pak Okszongot. 2015-ben az Asztanában megrendezett világbajnokságon aranyérmet szerzett. A 2016-os olimpiai játékokon Rio de Janeiróban a magyar Csernoviczki Éva legyőzésével jutott be az elődöntőbe légsúlyban. Ezt követően megnyerte a japán Kondó Ami, majd a dél-koreai Csong Bokjong elleni mérkőzést, így olimpiai aranyérmet szerzett.